# Bernd Venohr
Bernd Venohr (* 16. April 1959 in Hanau) ist ein deutscher Unternehmensberater.

## Leben
Bernd Venohr studierte von 1978 bis 1981 Betriebswirtschaftslehre an der Johann-Wolfgang-Goethe-Universität in Frankfurt. 1983 erwarb er als Fulbright-Stipendiat einen Master of Business Administration (MBA) der Northwestern University (Kellogg Graduate School of Management). Im Jahre 1987 promovierte er an der Goethe-Universität mit einer Arbeit über strategische Unternehmensführung. Nach seiner Promotion arbeitete er insgesamt 14 Jahre bei der Strategieberatung Bain & Company. Zuletzt war Venohr dort Senior Partner und Mitglied des Board of Directors. Von 2000 bis 2005 war er Geschäftsführer von Accenture Deutschland/Schweiz/Österreich mit Verantwortung für die Bereiche Corporate Venture Capital und Corporate Development. 2006 erhielt Venohr einen Ruf auf die Professur für strategisches Management an der Hochschule für Wirtschaft und Recht in Berlin. Dort leitete er einen MBA-Studiengang und war Mitgründer des Instituts für Entrepreneurship, Mittelstand und Familienunternehmen. Seit 2009 ist Venohr selbständig unternehmerisch tätig im Beratungs- und Beteiligungsgeschäft.
Venohr lebt in München, ist verheiratet und Vater von zwei Kindern.

## Veröffentlichungen (Auswahl)
- Florian Langenscheidt, Bernd Venohr (Hrsg.): The Best of German Mittelstand - The World Market Leaders. Deutsche Standards Editionen, Köln 2015, ISBN 978-3-942597-48-7.
- Bernd Venohr: Wachsen wie Würth: Das Geheimnis des Welterfolgs. Campus Verlag, Frankfurt a. M. 2006, ISBN 978-3-593-37962-3.
- Bernd Venohr: Marktgesetze und strategische Unternehmensführung. Eine kritische Analyse des PIMS-Programms. Gabler, Wiesbaden 1988, ISBN 978-3-409-13336-4.
- Bernd Venohr, Klaus E. Meyer: Uncommon common sense. Business Strategy Review, Spring 2009 (PDF-Datei, 81 kB).